# Chicago Tribune
Chicago Tribune, grundlagt 1847, er en avis, der udgives i Chicago, USA. 
Avisen har tidligere kaldt sig "World's Greatest Newspaper" og er da også en af USA's mest læste aviser, ligesom den er den primære avis i Chicago og Midtvesten. Avisens oplag på hverdage var i 2009 465.892 eksemplarer og på søndage 803.220. Avisens chefredaktør er Ann Marie Lipinski.